# اسکناس پنجاه هزار ریالی
اسکناس پنجاه هزار ریالی یا ۵۰۰۰ تومانی یکی از اسکناس‌های رایج در جمهوری اسلامی ایران است. این اسکناس از روز دوشنبه ۲۱ اسفند ۱۳۸۵ در بانک‌های ایران توزیع شد.

## مشخصات
رنگ اسکناس: نارنجی، سبز و بنفش
ابعاد اسکناس ۷۹ در ۱۶۹ میلی متر.

### مشخصات روی اسکناس
تصویر آیت‌الله خمینی در سمت راست با چاپ برجسته. طرح سه بعدی تصویر آیت‌الله خمینی عیناً در سمت چپ و در خمیره کاغذ "واترمارک" و چاپ شده‌است و در زیر آن عدد ۵۰۰۰۰ به صورت روشن که در مقابل نور از دو طرف اسکناس قابل رویت است. نخ امنیتی پنجره‌ای از نوع هولوگرافی با عرض دو و نیم میلی‌متر با آرم بانک مرکزی جمهوری اسلامی ایران که تغییر رنگی در سطوح طرح درج شده بر روی آن با مقدار کمی تغییر زاویه تابش نور قابل مشاهده خواهد بود. همچنین درج نوشته بی رنگ ۵۰۰۰۰ در متن آن که در مقابل تابش نور به سهولت قابل رویت است. طرح مخفی در قسمت کتیبه پایین سمت چپ تصویر آیت‌الله خمینی که با نوشته حروف انگلیسی پنجاه هزار ریال (به انگلیسی: FIFTY THOUSAND RIALS) با تغییر زاویه دید از روبرو مشخص خواهد شد و همچنین در طرح کتیبه مجاور تصویر در سمت راست تصویر عدد ۵۰۰۰۰ به صورت عمودی درج شده‌است که این عدد از جهت عرضی به سهولت قابل رویت می‌باشد . برای مشاهده این موارد می بایست اسکناس را به صورت خوابیده در کف دست و در مقابل تابش نور نه چندان زیاد در راستای دید چشم قرار داد. سمت چپ و پایین، سه نقطه برجسته "دو نقطه با هم در داخل یک کادر و یک نقطه به تنهایی در داخل یک کادر" به صورت عمودی برای سهولت شناسایی این اسکناس توسط نابینایان در نظر گرفته شده‌است. سمت چپ و پایین "در سمت راست علامت مخصوص نابینایان" بخشی از مبلغ اسمی اسکناس به صورت انگلیسی "50000" ریال چاپ شده که با چاپ قسمت مکمل آن در پشت اسکناس در مقابل نور قابل رویت است.

### مشخصات پشت اسکناس
طرح پشت این اسکناس نقشه ایران با تأکید بر نام خلیج فارس به انگلیسی در پایین آن است و در گوشه نقشه ایران نماد انرژی هسته‌ای به چشم می‌خورد که در آن یکی از احادیث پیامبر اسلام به زبان فارسی و با خط شکسته نستعلیق بدین مضمون چاپ شده‌است:. دانش اگر در ثریا هم باشد مردانی از سرزمین پارس بر آن دست خواهند یافت. 